# Aubonne-Viadukt
Der Aubonne-Viadukt (französisch Pont sur l’Aubonne) ist eine Brücke der Schweizer Autobahn A1.

## Bauwerk
Das grosse Ingenieurbauwerk befindet sich auf dem Gebiet der Gemeinden Allaman und Etoy im waadtländischen Bezirk Morges. Auf der Brücke überquert die Autobahn das 300 Meter breite und etwa 25 Meter tiefe Tal des Flusses Aubonne. Unmittelbar westlich der Brücke liegt, bereits auf dem Gemeindegebiet von Aubonne, die Autobahnzufahrt 14 Aubonne.
Der Bau der Brücke begann 1959; es war die erste Baustelle des Autobahnabschnitts Genf–Lausanne, der im Hinblick auf die Expo 64 in Lausanne errichtet wurde. Von 1991 bis 1992 wurde die Brücke saniert und verbreitert.
Der Zwillingsviadukt mit je einem Brückenbauwerk für die beiden Richtungen liegt in einem weiten Bogen der Autobahn. Die beiden parallelen Viadukte haben eine Länge von 277 m und stehen auf je sechs breiten Scheibenpfeilern mit einer Höhe von bis zu 25 m. Darüber liegen auf beweglichen Gelenken die durchgehenden, vorgespannten Betonkästen. Die Aubonne-Brücke konnte mit neu auf dem Markt verfügbaren stärkeren Spannkabeln ausgestattet werden. Der Abstand zwischen den Pfeilern beträgt in der Mitte der Brücke 37 Meter, seitlich davon 34 Meter. Die Widerlager sind direkt auf harte Gesteinsschichten gebaut, während die Fundamente der Stützen nur teilweise auf Fels stehen und zum Teil als breite Betonplatten ausgebildet sind, die auf dem Kiesuntergrund im Flusstal liegen.
Die Hauptstrasse Allaman–Aubonne unterquert den Viadukt. Nahe bei der Autobahnbrücke steht der ältere Eisenbahnviadukt Aubonne, der um 1857 errichtet wurde.

## «Affaire du pont de l’Aubonne»
2003 errichteten «altermondialistische» Aktivisten während des G 8-Gipfels in Évian-les-Bains eine Sperre der Autobahn bei Allaman, um auf ihr Anliegen aufmerksam zu machen. Dabei kam es am 1. Juni 2003 zu einem Unfall: Ein bei der Räumung der Blockade eingesetzter Polizist zerschnitt ein quer über die Brücken gespanntes Seil, in Unkenntnis des Umstandes, dass sich daran unterhalb der Brücken die beiden Aktivisten Martin Shaw und Gesine Wenzel angehängt hatten. Während einige Anwesende das Seilstück oberhalb von Wenzel halten konnten, fiel Shaw etwa 20 tief in das Flussbett der Aubonne und verletzte sich dabei schwer. In der Folge wurden die beteiligten Demonstranten wegen der Störung des Verkehrs verurteilt. Die Untersuchung zum Verhalten von zwei Polizisten führte zu einem Gerichtsverfahren über zwei Instanzen, das 2010 mit einem Freispruch endete.